# 诺埃尔·罗斯
诺埃尔·罗斯（英語：Noel R. Rose，1927年12月3日—2020年7月30日）是一位美国免疫学家、病理学家和分子微生物学家，最主要贡献是1950年代与其导师恩斯特·维特斯基开创了自身免疫（autoimmunity）这一领域，因此被人称为“自身免疫之父”。